# Umbrina broussonnetii
Umbrina broussonnetii és una espècie de peix de la família dels esciènids i de l'ordre dels perciformes.

## Morfologia
- Els mascles poden assolir 25 cm de longitud total.[5][6]

## Hàbitat
És un peix marí, de clima tropical i demersal.

## Distribució geogràfica
Es troba a l'Atlàntic oriental.

## Ús comercial
Es comercialitza fresc, salat i venut com a esquer.

## Observacions
És inofensiu per als humans.